# Philipp von Flersheim

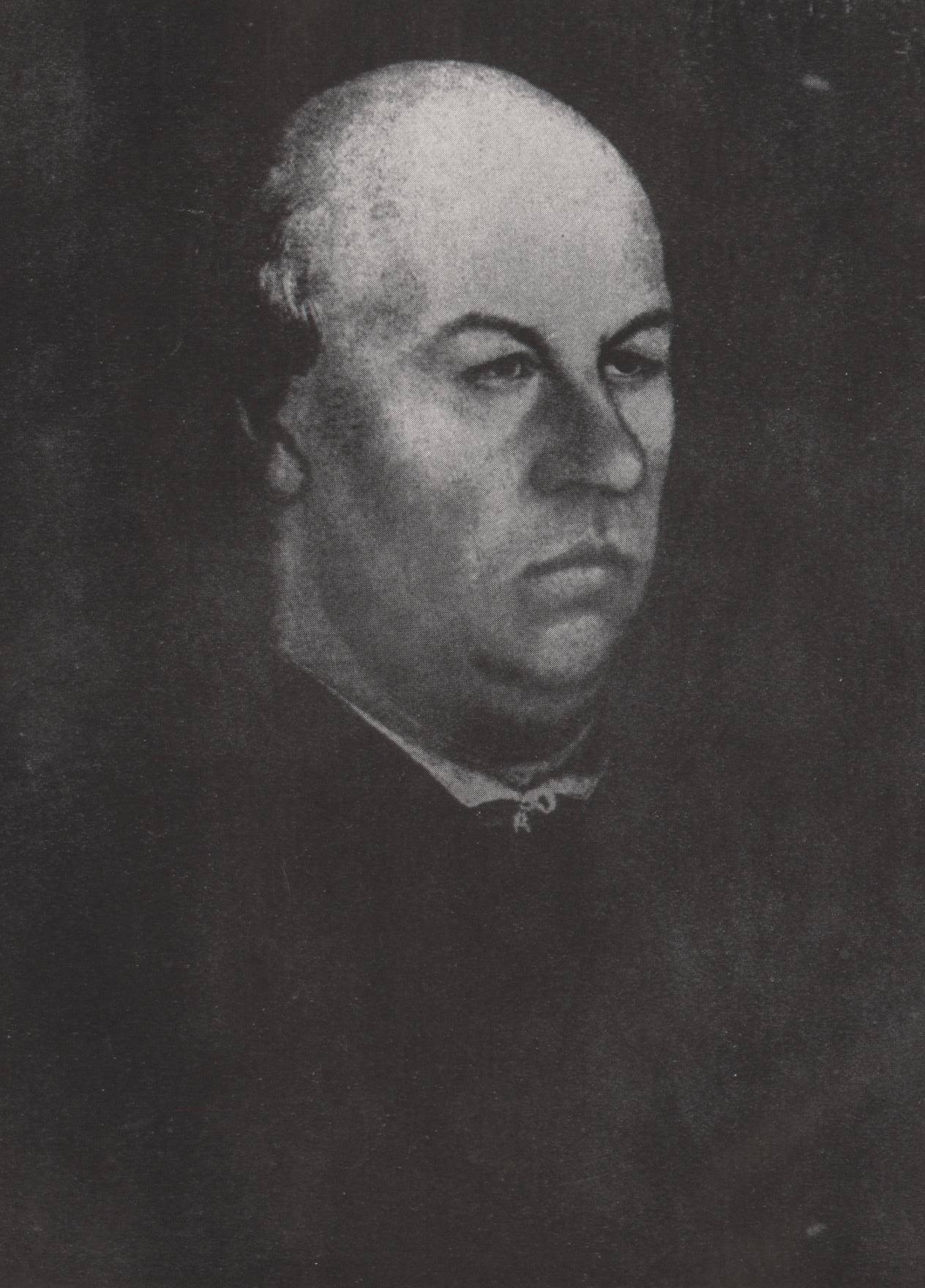
Philipp von Flersheim um 1530

Philipp von Flersheim (* 1481 in Kaiserslautern, Pfalz; † 14. August 1552 in Zabern, Elsass) war ein deutscher katholischer Fürstbischof im Zeitalter der Reformation. Er war als Philipp II. 1529–1552 Fürstbischof von Speyer sowie 1546–1552 Fürstpropst von Weißenburg.

## Leben

### Herkunft und Jugend

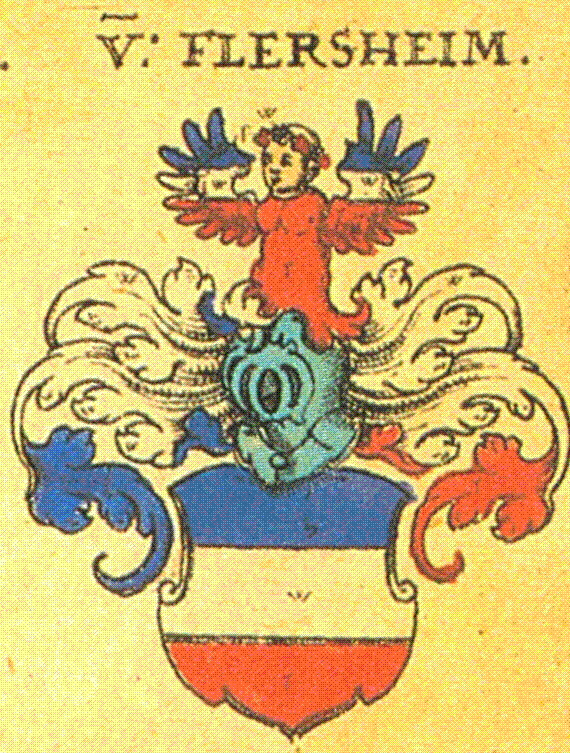
Familienwappen in Siebmachers Wappenbuch

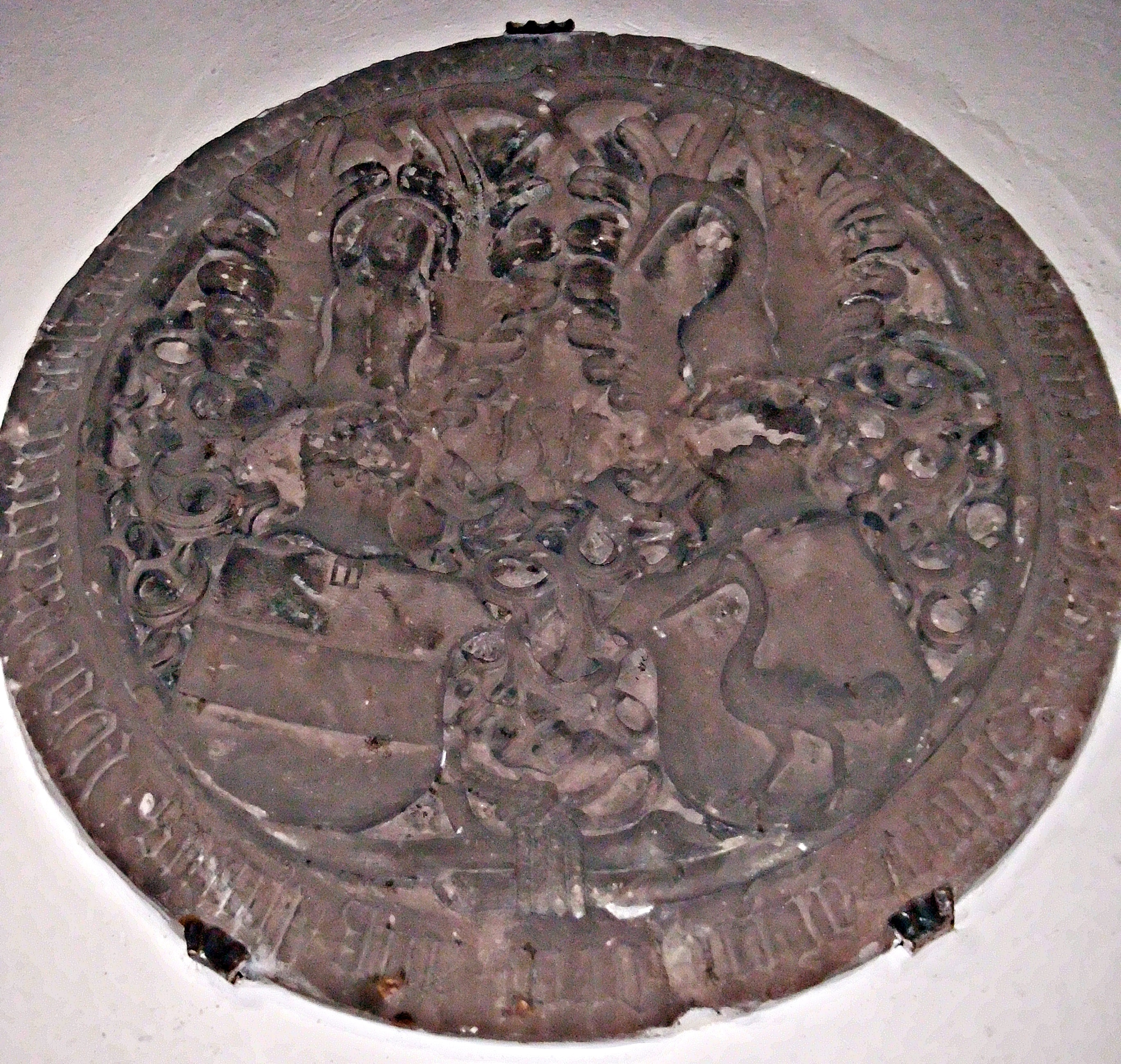
Schlussstein aus dem abgetragenen Kreuzgang des Wormser Domes (heute im Stadtmuseum Worms), gestiftet von Philipp von Flersheim, als Speyerer und Wormser Domherr, 1513. Er trägt außer der Widmungsinschrift sein elterliches Allianzwappen.

Philipp von Flersheim, aus dem in Laumersheim ansässigen Geschlecht der Flersheimer stammend, benannt wohl nach Nieder-Flörsheim im südlichen Rheinhessen, wurde als zweiter Sohn des kurpfälzischen Amtmanns zu Kaiserslautern Hans von Flersheim und seiner Frau Ottilie geb. Kranich von Kirchheim geboren. Auch die Kranich von Kirchheim waren eine sehr angesehene Adelsfamilie, ansässig in Kirchheim an der Weinstraße. Der Junge ist vermutlich nach dem Lokalheiligen Philipp von Zell benannt worden. Ritter Hanns Kämmerer von Worms († 1531), Herr der Kropsburg und in Sankt Martin (Pfalz), mit prächtigem Grabmal in der dortigen Martinskirche, war sein Cousin.
Die Eltern erbauten 1492 ein kleines Wasserschloss in Laumersheim, wo dieser Familienzweig der Flersheimer schon seit einigen Generationen lebte. Dort ist auch Philipp aufgewachsen. Er wurde schon früh zum geistlichen Stand bestimmt und erhielt bereits 1491 ein Kanonikat am St. Martinsstift in Worms; noch ehe er das 14. Lebensjahr vollendet hatte, zugleich die Pfarrei Ilvesheim bei Heidelberg. Da es ihm an Protektion nicht fehlte, folgten nach der Unsitte der Zeit diesen ersten Pfründen bald zahlreiche weitere. 1501 war er Pfarrer in Biebesheim am Rhein, 1503 wurde er Domherr in Worms und Speyer, später auch in Augsburg und Eichstätt, dann Kanoniker am St. Donatianstift in Brügge. Es handelte sich bei diesen Ämtern grundsätzlich nur um nominelle Pfründen, die eine gewisse Besoldung beinhalteten. Wann Philipp die Priesterweihe erhielt, geht nicht aus den Quellen hervor. Seine Studien begann der junge Mann 1495 in Heidelberg, wo er am 18. Oktober des Jahres immatrikuliert wurde. Später setzte er sie in Paris und Löwen fort und wurde am 22. Juni 1504 für ein Semester zum Rektor der Universität Heidelberg erwählt. Hier wurde er am 6. Mai 1505 Baccalaureus, am 19. August 1507 Lizentiat und am 17. Februar 1517 Doktor beider Rechte.
Neben dem geistlichen Amt schlug er eine staatsmännische Laufbahn ein. Schon 1505 diente er Kaiser Maximilian und Kurfürst Philipp von der Pfalz als Ratgeber, seit 1510 verwendete ihn Bischof Philipp I. von Speyer als seinen Gesandten, in welcher Eigenschaft er z. B. 1512 an den Reichstagen zu Trier und Köln teilnahm. Philipp von Flersheim avancierte zum Domsänger in Speyer und behielt dieses Amt, bis er am 17. März 1529 zum dortigen Dompropst erwählt wurde. Als am 3. Februar 1513 Bischof Philipp (I.) von Rosenberg starb, stand Flersheim beim Domkapitel bereits in solchem Ansehen, dass man ihn zweifelsohne schon damals zum Bischof gewählt hätte, wenn nicht Kurfürst Ludwig von der Pfalz seinen ganzen Einfluss für die Wahl seines Bruders, des Pfalzgrafen Georg, aufgeboten hätte. Noch näher stand der Flersheimer im Jahre 1523 der bischöflichen Würde, als ihn Bischof Reinhard von Worms unter Zustimmung des dortigen Domkapitels zum Koadjutor mit dem Recht der Nachfolge erwählte und er bereits von Papst Hadrian VI. als solcher bestätigt war. Hier verzichtete er zu Gunsten des Pfalzgrafen Heinrich, eines zweiten Bruders des Kurfürsten Ludwig, auf diese Würde.

### Bischof von Speyer

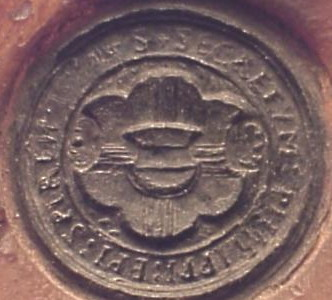
Philipp von Flersheim, zeitgenössisches Wappensiegel als Bischof, Familienwappen aufgelegt auf Speyerer Kreuzwappen.

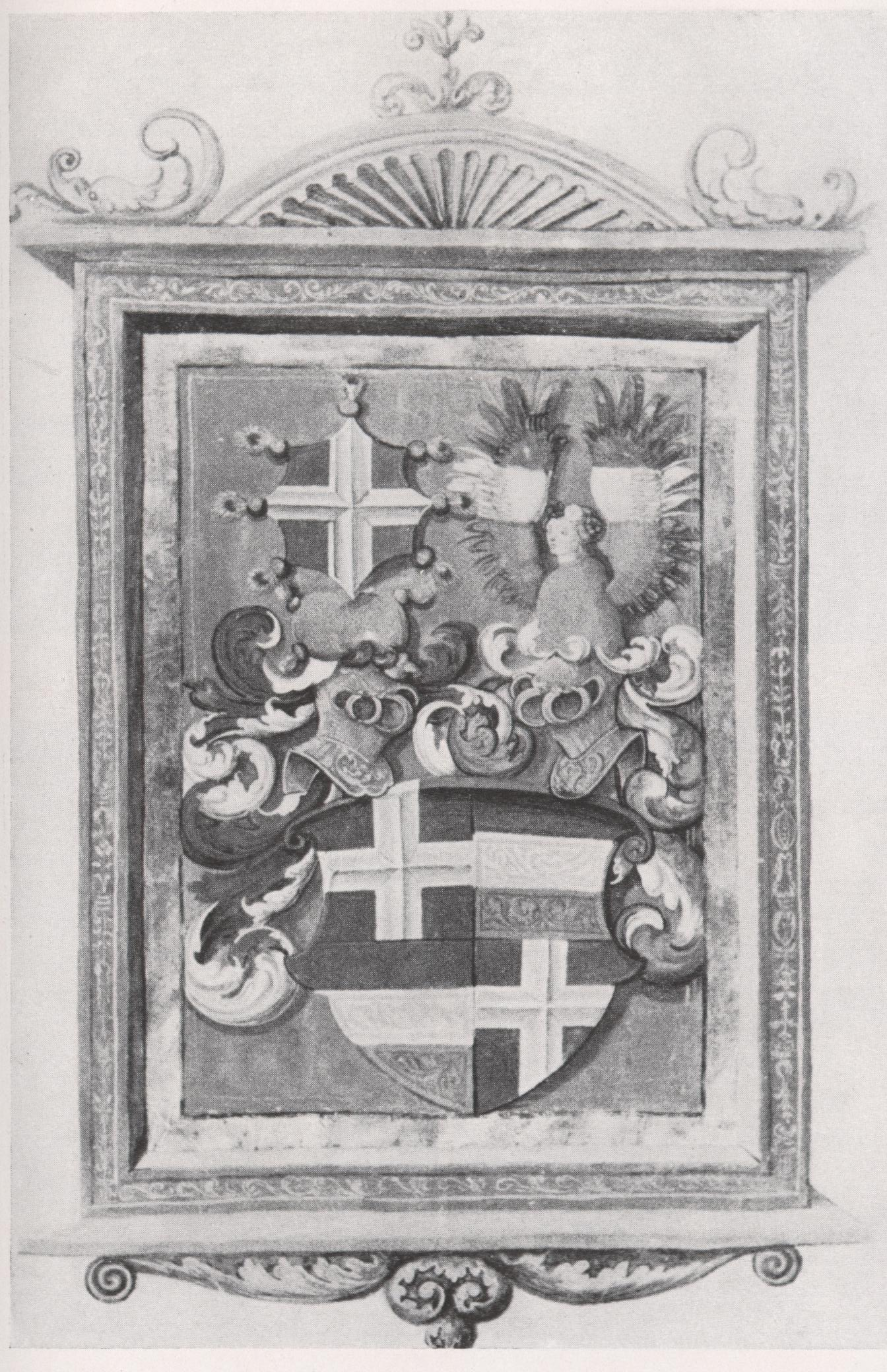
Persönliches Wappen von Bischof Philipp von Flersheim. Das Bistumswappen (mit Kreuz) in Verbindung mit dem gestreiften Wappenschild der Flersheimer.

Als am 27. September 1529 Bischof Georg von Speyer an einer damals in der Stadt unter dem Namen „englischer Schweiß“ wütenden Seuche starb, nötigte die Zeitlage das Domkapitel, diesmal bei der Bischofswahl ohne Rücksicht auf andere Umstände, den Tüchtigsten ins Auge zu fassen. Als solcher hatte sich Philipp von Flersheim, ein auch durch seine äußere Erscheinung imponierender, hochgewachsener und stattlicher Mann, bewährt. Bei allen wichtigen Staatsgeschäften war er schon seines Vorgängers rechte Hand gewesen. Auf den zahlreichen Reichstagen, welche er besuchte, hatte er reiche Erfahrungen gesammelt; sich durch Besonnenheit und Klugheit ausgezeichnet. Am 22. Oktober 1529 wurde Philipp von Flersheim einstimmig zum Bischof von Speyer gewählt und nahm trotz mancher Bedenken die Wahl an. Bald folgte auch die päpstliche Bestätigung, am 23. Juni 1530 zu Augsburg die kaiserliche Belehnung. Der herkömmliche feierliche Einritt des Bischofs in Speyer verzögerte sich bis zum 6. Dezember 1530. Seine Domherrenstelle im Bistum Eichstätt trat er wegen seiner Wahl an den Speyerer Generalvikar Johannes Brenner von Löwenstein († 1537) ab.
Die Verhältnisse im Fürstbistum waren sehr schwierig. In manchen unter fremder weltlicher Herrschaft stehenden Gegenden des Sprengels (z. B. im Zweibrückischen und in Landau) war die Reformation zur Durchführung gelangt und zählte auch in der Stadt Speyer selbst, sowie in dem weltlichen Besitztum des Bischofs – besonders in Bruchsal – zahlreiche Anhänger. Philipps Vorgänger, Bischof Georg, hatte sogar in seiner näheren Umgebung Männer geduldet, welche Luther offen anhingen, weshalb es öfter zu Konflikten mit dem mehrheitlich papsttreuen Domkapitel kam. Auch die Täufer hatten in dem Gebiet des Bischofs Eingang gefunden. Zudem war die ökonomische Lage des Bistums schlecht. Die Folgen des Bauernkrieges waren immer noch fühlbar, die Schuldenlast des Hochstifts unter dem Vorgänger Philipps gewachsen; die Türkengefahr machte neue finanzielle Anstrengungen unerlässlich. Bischof Philipp zeigte sich den in so schwieriger Zeit an ihn gestellten Anforderungen gewachsen. In die Finanzen des Bistums brachte er durch weise Sparsamkeit bald größere Ordnung und bemühte sich durch einsichtsvolle Fürsorge den gesunkenen Wohlstand seiner Untertanen zu heben. Die beim Gottesdienst eingerissenen Missbräuche versuchte er abzustellen und unterzog sich im Unterschied zu der Mehrzahl der Bischöfe auch persönlich den kirchlichen Pflichten seines Amtes. Der ihm untergebenen Geistlichkeit, welche zum Teil ein höchst ärgerliches Leben führte, gab er nicht nur durch seinen eigenen Wandel ein gutes Vorbild, sondern ermahnte sie auch in über 50 Sendbriefen immer wieder zur Meidung aller Ärgernisse, namentlich des Konkubinats. Mit Milde und Beharrlichkeit gelang es ihm die Reformation wenigstens in dem Bereich seiner eigenen weltlichen Herrschaft zurückzudrängen. Weniger glücklich war er hierbei in den unter fremder weltlicher Herrschaft stehenden Teilen des Bistums. Sowohl im Pfalz-Zweibrückischen als auch in der Kurpfalz machte die Reformation unaufhaltsame Fortschritte. Selbst in der Stadt Speyer, wo man – offenbar mit Rücksicht auf das dort ansässige Reichskammergericht – lange ein offenes Eintreten für die Reformation vermieden hatte, musste der Bischof erleben, dass die 14 katholischen Stifts- und Pfarrkirchen nahezu leer standen und fast die ganze Bürgerschaft die Augustiner- und die Ägidienkirche besuchte, in welcher die von dem Rat aufgestellten Prediger in evangelischer Weise predigten.
Seine politische Tätigkeit setzte Flersheim auch als Bischof noch längere Zeit fort. Vor dem Reichstage zu Augsburg nahm er in München an den geheimen Beratungen zwischen Kaiser Karl V. und König Ferdinand teil und erwarb sich auf dem Reichstag selbst das Vertrauen des Kaisers in hohem Grade. Wiederholt saß er im Reichsregiment und war mehrfach Kommissär bei der Visitation des Reichskammergerichts. 1537 blieb er ein ganzes Jahr vom Bistum abwesend um Staatsgeschäfte zu tätigen. An den Religionsgesprächen zu Regensburg (1541), Hagenau und Worms (1544) nahm der Bischof teil und gehörte dort den zu Friede und Einigkeit Ratenden an. 1542 und 1544 war er bei den Speyerer Reichstagen tätig, zog sich aber von dort ab wegen zunehmender Kränklichkeit von den politischen Geschäften zurück.
Zu dem lange ersehnten Reformkonzil hatte er den Tagungsort Trient vorgeschlagen. Dieser lag noch auf reichsdeutschem Gebiet, womit er hoffte, die protestantische Fraktion zufrieden zu stellen. Gleichzeitig befand er sich aber in Italien und jenseits der Alpen, womit er dem Papst und der Kurie entgegenzukommen hoffte. Wegen fortschreitender Krankheit war Flersheim schon im Januar 1543 entschlossen, dem Trienter Konzil nicht beizuwohnen. Doch blieb ihm der Kaiser für seine immer Frieden und Versöhnung erstrebenden Dienste lebenslang zu Dank verpflichtet. Dem allgemeinen Ansehen, in welchem Bischof von Flersheim stand, war es wohl auch zuzuschreiben, dass es ihm gelang, nach dem Tod des letzten selbstständigen Propstes von Weißenburg, Rüdiger Fischer († 7. Juli 1545), die Vereinigung dieser bedeutenden Propstei mit dem Speyerer Hochstift durchzusetzen und damit diese Gebiete für den katholischen Glauben zu erhalten.
Auch auf literarischem Gebiet tat sich Philipp von Flersheim rühmlich hervor. Zwar schrieb er nicht für einen größeren Leserkreis und dachte nie daran, was er seinem Schreiber in die Feder diktierte, der Öffentlichkeit zu übergeben. Es war ihm nur darum zu tun, den Gliedern des alten Flersheimer Geschlechts seine ruhmreiche Geschichte zur Belehrung und Nacheiferung zu bewahren. So ließ er 1547 durch Laurentius Fohenstein die Flersheimer Chronik niederschreiben, welche in mehreren Handschriften erhalten ist. Große Vorzüge zeichnen diese Arbeit Philipps aus. Die Geschichte des 15. und 16. Jahrhunderts, namentlich die Franz von Sickingens, erhält hier zahlreiche Ergänzungen. Die gemachten Angaben sind durchweg verlässlich und fließen entweder aus archivalischen Quellen oder berichten Selbsterlebtes. Nach Form und Inhalt lässt das Werk die günstigsten Rückschlüsse auf den Verfasser zu, dessen Bescheidenheit und reger Familiensinn dem Leser darin ebenso wohltuend entgegentritt wie seine Formgewandtheit. Leider ist das zweite Werk Philipps, sein Tagebuch, welches er nach dem Zeugnis der „Flersheimer Chronik“ eigenhändig niederschrieb, verloren gegangen.

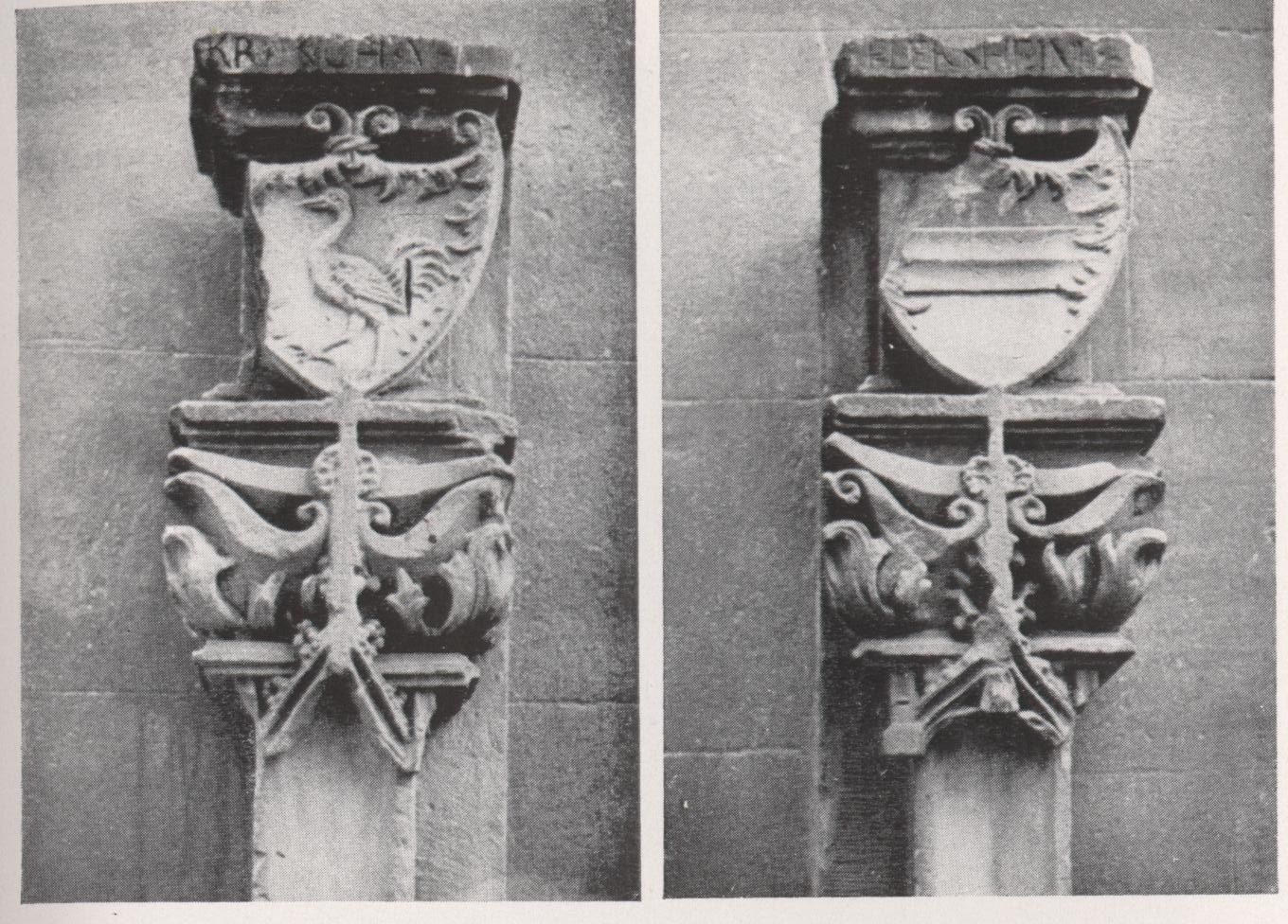
Wappenpilaster im Speyerer Dom, vermutlich vom Grabmal Philipps von Flersheim (links Kranich von Kirchheim, rechts Flersheim)

Als Ende Juli 1552 Markgraf Albrecht Alcibiades von Brandenburg mit seinen Truppen das Bistum bedrohte, fühlte sich der alte Bischof in seinem Land nicht mehr sicher und floh – bereits schwer leidend – nach Zabern im Elsass. Dort starb er am 14. August 1552, ohne das Ausmaß der Verwüstungen und des Elends zu erfahren, das die brandschatzenden Truppen des Markgrafen wenige Tage später über das ganze Hochstift brachten. Am 2. September 1552 wurde Philipps Leichnam im Kreuzgang des Speyerer Doms feierlich beigesetzt. Der Kreuzgang ging mit den dortigen Begräbnissen beim großen Stadtbrand von 1689 unter und wurde nicht mehr aufgebaut. Das Grabmal Philipps wurde zerstört und noch lange befanden sich auf der Südseite des Doms einige Reste davon an der Außenmauer. Es handelt sich um zwei Pilaster mit den Familienwappen Flersheim und Kranich. Diese wurden bei der Domrenovierung 1961 in den Dom (südliches Seitenschiff) versetzt, um sie vor weiterer Verwitterung zu schützen.
In Flörsheim-Dalsheim, dem Stammsitz des Adelsgeschlechts Flersheim, ist eine Straße nach dem Bischof benannt.

### Verwandtschaft zu Franz von Sickingen

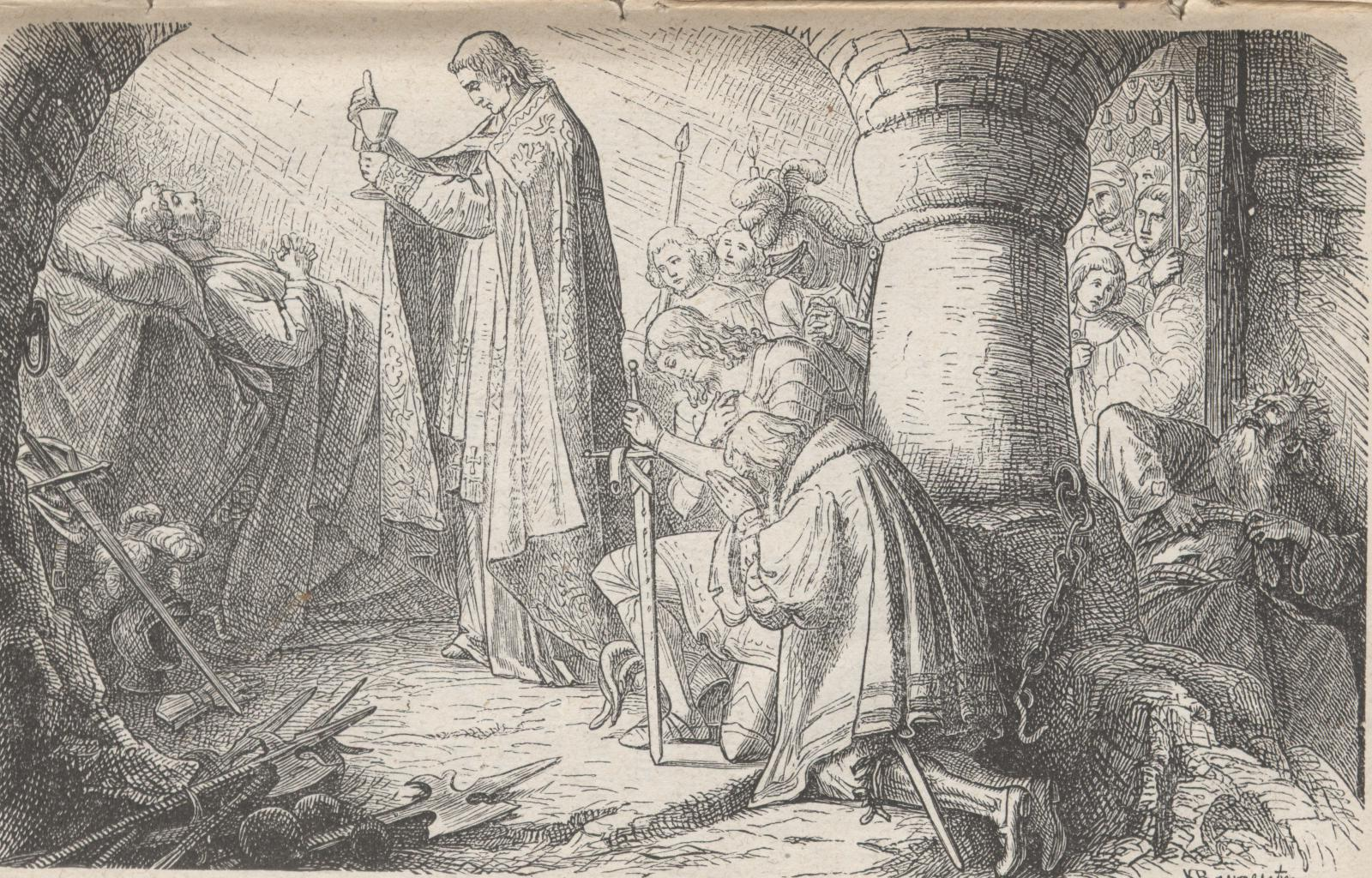
Philipp von Flersheim am Sterbebett seines Schwagers Franz von Sickingen, aus dem Roman von Conrad von Bolanden.

Bischof Philipp von Flersheims Schwester Hedwig von Flersheim war verheiratet mit Ritter Franz von Sickingen. Sie wirkte stets mäßigend auf ihren rauf- und abenteuerlustigen Mann, verstarb jedoch sehr früh im Kindbett (1515). Philipp von Flersheim blieb seinem Schwager stets verbunden und versuchte ihn mehrfach, in seiner gutmütigen Art, von seinen Umsturzplänen abzubringen. Auch Franz von Sickingen – der den Tod seiner geliebten Frau nie verwand – hielt große Stücke auf ihren Bruder und es verband sie zeitlebens innige Freundschaft. Dennoch ließ er sich letztendlich nicht von seinen hochverräterischen Plänen abbringen und starb tragisch. Philipp von Flersheim kümmerte sich als Onkel in rührender Weise um Sickingens hinterlassene Kinder. Conrad von Bolanden lässt Philipp von Flersheim mehrfach als historische Figur in seinem Roman Franz von Sickingen auftreten. Über Sickingen ist bekannt, dass er sterbend seine Taten bereute und Bolanden versetzt in seinem Werk den Schwager Philipp von Flersheim an das Sterbelager des Ritters. Hierzu gibt es in Bolandens Roman eine schöne Illustration Philipp von Flersheim am Sterbebett Franz von Sickingens.
Hedwig von Flersheim ist die direkte Urahnin von König Albert II. von Belgien und Großherzog Henri von Luxemburg. Beide regierenden Fürsten stammen von einem der Sickinger-Kinder ab, derer sich Philipp von Flersheim als Onkel annahm.

## Wappen
Das fürstbischöfliche Wappen ist üblicherweise geviert. Die Felder des Wappenschildes führen im Wechsel das Familienwappen der von Flersheim und das Wappen des Bistums Speyer, ein silbernes Kreuz auf blauem Grund. Das Familienwappen der Flersheim ist waagrecht geteilt in Blau, Silber und Rot. Nach der Ernennung zum Fürstpropst von Weißenburg tritt das Wappen der Propstei an die Stelle des Familienwappens, welches einen neuen Platz als Herzschild bekommt.